# 章正宸
章正宸（？—1646年），字羽侯，號格庵，晚號禹東餓夫。浙江會稽人，明末政治人物。

## 生平
早年師從劉宗周，崇祯三年（1630年）中式顺天府乡试第四名舉人，崇禎四年（1631年）联捷辛未科进士 ，工部观政，改翰林院庶吉士，与马世奇、张溥等相交莫逆。崇禎六年（1633年）任礼科给事中，因上疏弹劾辅臣王应熊，崇祯帝大怒，被逮下诏狱拷讯，给事中吴麟徵、傅朝佑救之無效，被革职归乡。
崇祯九年（1636年）冬，召起为户科给事中，十二年任湖广乡试副主考，从废卷中拔取曹胤昌为第一名。巡视苏松诸郡饷务，陈漕政八害一要，升吏科右，十三年巡视太仓银库。
十四年，洛陽被攻陷，福王朱常洵被杀，崇祯于乾清宫召对群臣，章正宸相繼彈劾首輔周延儒、兵部尚书陈新甲、督師楊嗣昌，在会推宣大总督人选上，首辅周延儒欲以门生江禹绪陪推，又欲起复被革职的门生前江陵知县史元调和恢复前輔臣冯铨冠帶，被正宸争论，未能成功。十五年五月，会推閣员，章正宸与吏部尚書李日宣、掌河南道御史张瑄共事，先推十三人，帝命再推，又列十一人，六月辛酉，崇祯召对中左门，以滥举房可壮、宋玫、张三谟三人，将李日宣、章正宸下狱，又谪戍均州。
安宗时，官至大理寺左寺丞，見國事日非，棄官歸里；鲁王監國時，授吏部左侍郎，掌部事，守赭山（在浙江萧山县），招募赭山乡民组建赭山营。紹興失陷，出家为僧。

## 著作
有《再陈国是疏》。